# Mieczysław Franaszek
Mieczysław Marian Franaszek (ur. 18 czerwca 1944 w Krakowie, zm. 31 lipca 2019 w Bydgoszczy) – polski aktor, podróżnik i fotograf.

## Życiorys
Absolwent Wydziału Aktorskiego PWST Kraków (1968). Debiutował w 1966 roku w Teatrze STU. Występował na deskach teatrów w: Nowej Hucie, Krakowie, Sosnowcu, Opolu, Koszalinie, Szczecinie, Poznaniu i Bydgoszczy. Ważniejsze role: Popryszczyn – Pamiętnik wariata M. Gogola; Asesor Kowalew – Nos według M. Gogola; Jimmy – Szklana menażeria T. Williamsa; Sindbad Żeglarz – Sny Sindbada Żeglarza według B. Leśmiana; Leon – Sen srebrny Salomei J. Słowackiego; Car – Kordian J. Słowackiego; von Kostryn, Kirkor – Balladyna J. Słowackiego; Papkin – Zemsta A. Fredry; Albin – Śluby panieńskie A. Fredry; Hrabia Henryk – Nie-boska komedia Z. Krasińskiego; Kola Brynion – Lęki poranne S. Grochowiaka; Mackie Majcher – Opera za trzy grosze B. Brechta; Cień – Cień Szwarca/Młynarskiego; Kreon (dwie różne inscenizacje) – Antygona Sofoklesa; Średni – Na pełnym morzu Sł. Mrożka; XX, YY – Emigranci Sł. Mrożka; Ojciec – Pieszo Sł. Mrożka; Majster – Terminator P. Handke; Kuźma – Czapa J. Krasińskiego; Bohater – Kartoteka T. Różewicza; Reżyser – Nasze miasto T.Wildera; Clarin – Życie snem P. Calderona de la Barca; Feuerbach –Ja, Feuerbach T. Dorsta. Współpracował w latach 60. z ośrodkiem TVP Kraków. Przez czterdzieści pięć lat współpracował z redakcjami radiowymi wielu miast. W 1986 zagrał główną rolę w filmie Bohater roku F. Falka. Brał udział w krajowych i międzynarodowych festiwalach teatralnych, na których otrzymywał nagrody aktorskie, m.in. w Erlangen (Niemcy), Zagrzebiu (wówczas Jugosławia, obecnie Chorwacja), Szczecinie, Krakowie.

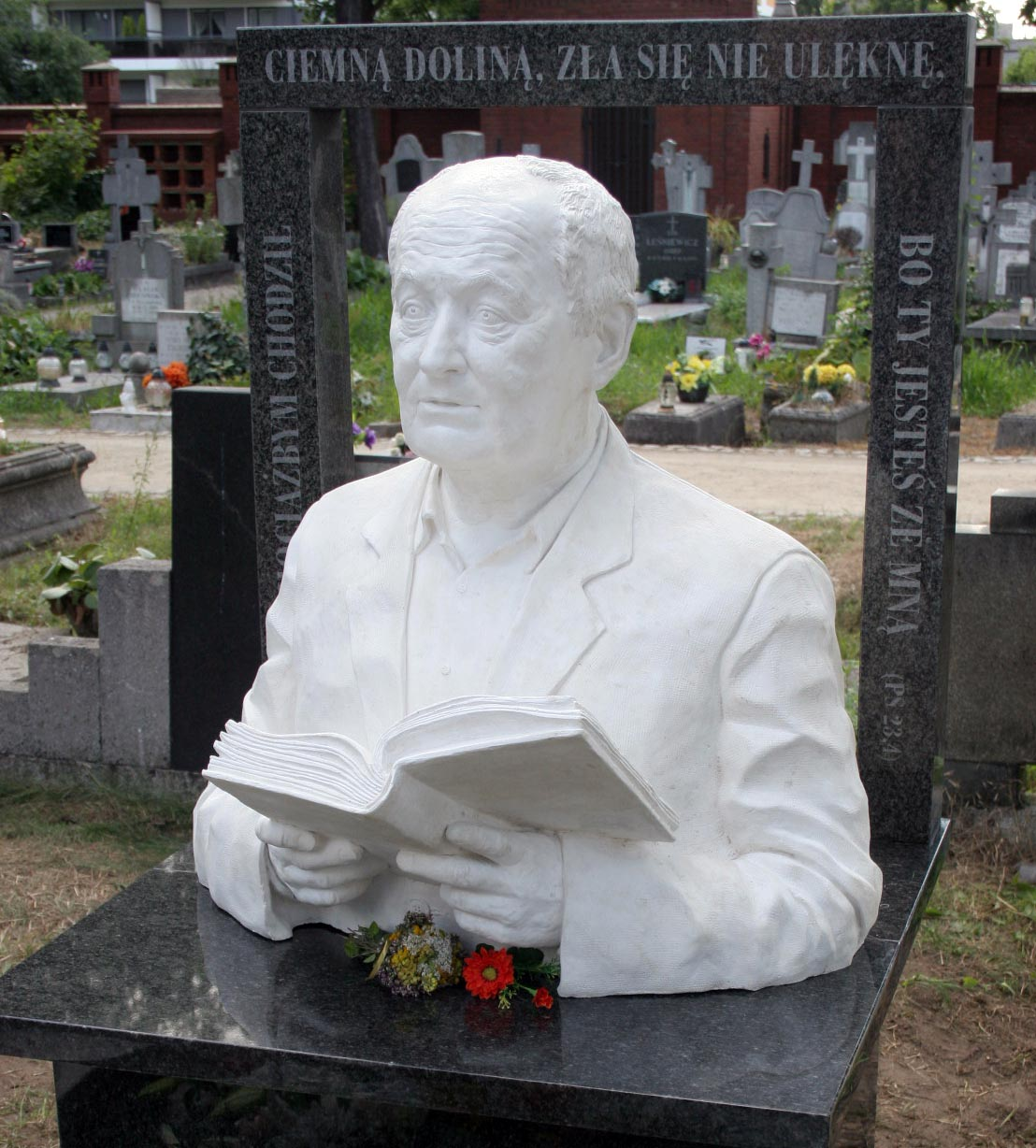
Rzeźba nagrobna Mieczysława Franaszka autorstwa Gracjana Kaji

Od 2007 roku współpracował z Galerią Autorską Jana Kai i Jacka Solińskiego w Bydgoszczy. Od 2011 roku wykładał na Wydziale Wokalno-Aktorskim Akademii Muzycznej w Bydgoszczy. W latach 2012–2014 przygotował i wystawił trzyczęściowy monodram Rady dobrego Boga, w 2015 roku zaprezentował ten spektakl w Edynburgu. W 2015 roku przygotował monodram Droga jest w tobie, wystawiony w tym samym roku w Salonie Kultury Polskiej w Edynburgu. Następnie, w 2016 roku opracował i wystawił, również w Salonie Kultury Polskiej w Edynburgu, monodram Myśl jest przestrzenią dziwną. 
Zajmował się fotografią reportażową, dokumentując swoje podróże: Europa, Afryka (Egipt, Maroko, Tunezja), Azja (Chiny, Indie, Iran, Izrael, Jemen, Jordania, Liban, Nepal, Syria, Turcja, Uzbekistan) i Ameryka Południowa (Boliwia, Peru). Autor kilku wystaw indywidualnych w Bydgoszczy, Warszawie i Krakowie.
Pochowany 3 sierpnia 2019 roku na Cmentarzu Starofarnym w Bydgoszczy. 
31 lipca 2021 roku, w drugą rocznicę śmierci, odsłonięta została na Cmentarzu Starofarnym rzeźba nagrobna upamiętniająca aktora – popiersie autorstwa Gracjana Kaji, projekt nagrobka Jacka Solińskiego i Jana Kaji.

## Odznaczenia
- Srebrny Medal „Zasłużony Kulturze Gloria Artis” (2018)[13]
- "Galernik Sztuki" - Nagroda Artystyczna Galerii Autorskiej Jana Kaji i Jacka Solińskiego w Bydgoszczy (2021)[14][15]